# Notopygus emarginatus
Notopygus emarginatus är en stekelart som beskrevs av Holmgren 1857. Notopygus emarginatus ingår i släktet Notopygus och familjen brokparasitsteklar. Arten är reproducerande i Sverige. Inga underarter finns listade i Catalogue of Life.